# Lesōthō fatše la bo ntat'a rōna
Lesōthō fatše la bo ntat'a rōna est l'hymne national du Lesotho. 
Les paroles originelles ont été écrites par le missionnaire français François Coillard au XIXe siècle, puis seuls deux vers furent conservés. La musique utilisée est une composition de Ferdinand-Samuel Laur, utilisée par le missionnaire. Il est hymne national depuis 1967.

## Version originale
Lesōthō fatše la bo ntat'a rōna ;
Ha ra mafatše le letle ke lona ;
Ke moo re hlahileng,
ke moo re hōlileng,
Rea lerata,
Mōlimō ak'u bōlōke Lesōthō;
U felise lintoa le matšoenyeho;
Oho fatše lena;
La bo ntata rōna;
Le be le khotso.

## Traduction en français
Lesotho, terre de nos pères,
Tu es le plus beau de tous les pays.
Tu nous as donné naissance,
En toi nous nous élevons
Et tu nous es cher.
Seigneur, nous te demandons de protéger le Lesotho.
Garde-nous libres de tous conflits ou épreuves.
O, ma terre,
Terre de nos pères,
Puisses-tu avoir la paix.